# دهستان پلنگ‌آباد
دهستان پلنگ‌آباد دهستانی در بخش پلنگ‌آباد شهرستان اشتهارد، استان البرز در ایران است.

## جمعیت
براساس سرشماری مرکز آمار ایران در سال ۱۳۸۵، جمعیت آن ۶۶۱۳ نفر (۱۹۰۳ خانوار) بوده‌است.